# Breath (Pearl Jam)
Breath è una canzone dei Pearl Jam, apparsa per la prima volta nella colonna sonora del film Singles - L'amore è un gioco del 1992. La canzone è una delle prime registrate con il batterista Dave Abbruzzese. Nella stessa session furono registrate "State of Love and Trust", "Dirty Frank" e la nuova registrazione di "Even Flow". La canzone appare sui più grandi successi dei Pearl Jam, Rearviewmirror: Greatest Hits 1991-2003. Una prima versione del brano, intitolata Breath and a Scream, è inclusa nella ristampa dell'album Ten del 2009.
Dopo lo show dell'11 aprile 1994 a Boston la canzone non fu più rieseguita per ben quattro anni. Durante lo Yield Tour del 1998 i fan intrapresero la cosiddetta "Breath Campaign", affinché questa fosse riproposta dal vivo nuovamente. Breath infine ritornò nelle scalette della band l'11 settembre 1998, in uno show al Madison Square Garden; una esecuzione dal vivo della canzone è disponibile sul DVD Live at the Garden.